# 物権法
物権法（ぶっけんほう、英: property law）は、物権に関する規定を有する法令を一括して指す用語である。

## 概要
フランスではフランス民法典（1804年成立）に物権法が含まれている。モンテネグロではモンテネグロ財産法（1888年公布）に、スペインではスペイン新民法典（1889年公布）に含まれている。ドイツでは民法典（BGB）（1900年 - ）に含まれている。日本では民法（1896年）第2編が物権法の一般法となっている。

## 日本
日本では、民法第2編が物権法の一般法である。また、このことから、民法第2編の解釈論を中心に教授する科目を「物権法」と呼ぶことも多い（狭義の物権法）。
一方、民法のほか、鉱業法、漁業法など特別法により規定されるものや、温泉権など慣習法によって成立したものを判例が認めたものまでを含んだものを指す場合もあり、これを広義の物権法と呼ぶ。特に、判例によって認められた物権の一例である譲渡担保などは、現代の経済活動において重要な役割を果たしており、その判例法により構成された法体系は民法典に劣らない位置を占めている。

### 債権との対比
物権とは、物を直接排他的に支配する権利をいい（対世的効力）、債権のように個人間の契約等に基づいて権利関係を自由に規定できるが、その効果は相手方にしか及ばない（対人的効力）とは異なり、非常に強い権利であって、それを認めるには、民法に規定された10の権利など、法律上で規定することが求められる。また、物の一部に対して物の全体とは別に物権が成立するということはなく、複数の物に一つの物権が成立することもないとされる。このような考え方を、「一物一権主義」という。
債権は「契約自由の原則」（私的自治の原則）から、同一物を目的として複数の設定が認められ、それらの優劣は、専ら債務不履行による契約当事者間の関係によって解決されるべき問題なので、公序良俗、強行法規に違反しない限り、同一物を目的とする複数の債権設定は可能だが（例.　二重売買は、各々の契約自体が無効になるものではなく、一方を履行すれば、もう一方は履行不能となり、債権法的解決が図られる）、物権の設定は、例えばあるものに関する所有権が複数存在したのでは、所有権における排他的支配という権利の本質に反することになるから、これを解決する必要が生じる。この方法の一つが公示であり、同一物に関し、物権を主張する者が複数いる場合、その対抗関係は公示の有無、先後によって解決されることになる。
物権の権利性は、民法175条と続く176条の規定からも分かるように債権的手続きによって表出するから、債権的性質によって補完され、また、相対化もされる。このことは、例えば、不動産における物権変動論に見ることができる。買主は権利譲渡によって排他的支配権という絶対性を予定するが、売主の権利多重譲渡によってその予定は可能性へと相対化される。

### 法定物権
民法に規定される物権は10種類ある。
そのうち特殊な位置付けを持つのが、法律上の原因にかかわらず、物を支配しているという状態に対して認められる権利、すなわち占有権である。
その他の物権は本権と称され、所有権、用益物権、担保物権がある。所有権とは、当該物に対して全ての物権を設定でき（所有権自体の譲渡を含む）、また、当該物を滅失させることができる権利である。用益物権は、地上権、地役権、永小作権、入会権の四つがある。担保物権は、抵当権（根抵当権を含む）、質権、先取特権、留置権がある。
以上の10個が法定物権で、法令によらず（ただし、信義則の適用に関する慣習法より生じたものを含む）、これ以外の物権を造り出す合意をしたところで、一般的効力が認められることはない。例えば、ある果樹（立木）に対して、果実を果樹所有者の責任によって提供を受ける権利（果実採取権と仮称する）を設定し、それを第三者に対して明認方法を施したとしても、その果樹の所有者が代わった場合、新たな所有者の善意悪意にかかわらず、その者に対して果実採取権を主張することはできない。なお、果実採取のために果樹の占有を伴う場合は、本権が債権であっても物権たる占有権が存在する故、それに関する信義則の適用、所有者変更による債権侵害の共同不法行為の成立の主張等により、第三者に対して果実採取権を主張できる場合がある。

## 関連書
- 山田晟『ドイツ物権法概説』弘文堂, 1949年